# European Internet Foundation
European Internet Foundation  (EIF, Fundación Europea de Internet) es una entidad independiente sin ánimo de lucro ni partidista. Su misión es apoyar a los diputados del Parlamento Europeo en sus esfuerzos a la hora de formular nuevas políticas de regulación que se adapten a la evolución constante a la que está sometido el sector de Internet. Su presidenta actual es la europarlamentaria Pilar del Castillo. 
Los nuevos avances en las tecnologías de la información y la comunicación (TIC) siguen evolucionando a un ritmo asombroso. Esta evolución impulsa el cambio en todo el espectro de la actividad humana con profundas consecuencias sociales, económicas y políticas.
Esta dinámica, a su vez, enfrenta a los políticos y reguladores a inevitables problemas nuevos que exigen respuestas políticas basadas en la comprensión profunda de las fuerzas tecnológicas, económicas y sociales que están en juego. El propósito práctico de la EIF es ayudar a difundir esta comprensión y visión entre los Miembros del Parlamento Europeo.
A través de un programa continuo de debates en vivo, proyectos especiales y actividades de comunicación interactiva con un diálogo abierto e inclusivo entre todos los miembros de la Fundación, la EIF desempeña un papel activo en la creación de un espacio para una mayor comprensión de la revolución digital. La EIF es el escenario habitual de distinguidos oradores de todo el mundo con un amplio programa de actividades, que principalmente tienen lugar en el Parlamento Europeo en Bruselas.
La EIF está dirigida y gobernada por Políticos, que a su vez son Miembros del Parlamento Europeo.
Cualquier Diputado del Parlamento Europeo puede hacerse miembro de la European Internet Foundation. La Fundación se financia principalmente de las tarifas de afiliación de sus miembros. Su composición incluye un núcleo de empresas europeas líderes, y se ampliará para abarcar una amplia gama de intereses y actores que están a la vanguardia del cambio impulsado por Internet en toda Europa. 
La Fundación Europea de Internet no se posiciona personalmente sobre ninguna cuestión.

## Historia
La European Internet Foundation se creó en marzo del 2000 por tres miembros del Parlamento Europeo James Elles, Erika Mann y Elly Plooij-van Gorsel. Desde su fundación, la EIF se ha convertido en una red única y un lugar de encuentro dentro de la comunidad política de la UE, que rompe las fronteras institucionales y acerca las diferentes posiciones de los miembros del parlamento europeo en el panorama de las TIC en Europa.
Desde su fundación, la EIF se ha convertido en una red y lugar de encuentro únicos dentro de la comunidad política de la UE, eliminando las fronteras institucionales y acercando a las diferentes partes interesadas en el panorama de las TIC en Europa. La EIF se centra en temas y acciones que surgen en el marco de los tratados de la Unión Europea. Al mismo tiempo, la EIF está liderando el debate en temas nuevos que están empezando a convertirse en un conflicto, ya sea en Europa, EE. UU. o en otros lugares.